# 2009 في الولايات المتحدة
فيما يلي قوائم الأحداث التي وقعت خلال عام 2009 في الولايات المتحدة.

## أحداث
- 25 ديسمبر – خطوط نورث ويست الجوية الرحلة 253
- 12 فبراير – كولجان للطيران الرحلة 3407
- 21 أكتوبر – خطوط نورث ويست الجوية الرحلة 188
- 5 نوفمبر – حادثة فورت هود 2009
- 3 أبريل – حادثة إطلاق النار في بينغامتون

## سياسة

### تعيين في المنصب
- 1 يناير – آن ماري سلوتر Director of Policy Planning [الإنجليزية]‏.
- 1 يناير – أنيش شوبرا Chief Technology Officer of the United States [الإنجليزية]‏.
- 1 يناير – جون م. ماكهيو وزير الجيش الأمريكي [الإنجليزية]‏.
- 1 يناير – هيلدا سوليس مجلس وزراء الولايات المتحدة،وزير العمل الأمريكي.
- 3 يناير – بيتسي ماركي عضو مجلس النواب الأمريكي.
- 3 يناير – جوزيف قاو عضو مجلس النواب الأمريكي.
- 3 يناير – جون أدلر عضو مجلس النواب الأمريكي.
- 3 يناير – ديبي هالفورسون عضو مجلس النواب الأمريكي.
- 3 يناير – مايك بنس رئيس المؤتمر الجمهوري لمجلس النواب الأمريكي [الإنجليزية]‏.
- 3 يناير – مايك جوهانس عضو مجلس الشيوخ الأمريكي.
- 3 يناير – والت مينيك عضو مجلس النواب الأمريكي.
- 10 يناير – بيفرلي بيرديو حاكم كارولينا الشمالية [الإنجليزية]‏.
- 12 يناير – جاي نيكسون حاكم ميسوري  [لغات أخرى]‏.
- 12 يناير – رولاند بوريس عضو مجلس الشيوخ الأمريكي.
- 20 يناير – باراك أوباما رئيس الولايات المتحدة.
- 20 يناير – بيت سوزا Chief Official White House Photographer [الإنجليزية]‏.
- 20 يناير – بيتر أورزاغ مدير مكتب الإدارة والميزانية.
- 20 يناير – جاك أ. ماركيل حاكم ولاية ديلاوير [الإنجليزية]‏.
- 20 يناير – جون برينان مستشار الأمن الداخلي.
- 20 يناير – جينيفر بساكي السكرتير الصحفي للبيت الأبيض،ادارة الاتصالات في البيت الأبيض.
- 20 يناير – ديفيد أكسلرود كبير مستشاري رئيس الولايات المتحدة [الإنجليزية]‏.
- 20 يناير – فالري جارت كبير مستشاري رئيس الولايات المتحدة [الإنجليزية]‏.
- 20 يناير – كين سالازار وزير داخلية الولايات المتحدة.
- 20 يناير – مارك فيليب نائب عام الولايات المتحدة.
- 20 يناير – ميشيل أوباما السيدة الأولى للولايات المتحدة.
- 21 يناير – اريك شينسكي وزير شؤون المحاربين القدامى في الولايات المتحدة.
- 21 يناير – توم فيلساك وزير الزراعة في الولايات المتحدة.
- 21 يناير – جان بريور حاكم ولاية أريزونا  [لغات أخرى]‏.
- 21 يناير – جانيت نابوليتانو وزير الأمن الداخلي الأمريكي.
- 21 يناير – ستيفن تشو وزير الطاقة الأمريكي.
- 21 يناير – مايكل بينيت عضو مجلس الشيوخ الأمريكي.
- 21 يناير – هيلاري كلينتون وزير الخارجية الأمريكي.
- 23 يناير – راي لحود وزير النقل الأمريكي.
- 26 يناير – تيموثي غايتنر وزير الخزانة الأمريكي.
- 26 يناير – كيرستن جيليبراند عضو مجلس الشيوخ الأمريكي.
- 29 يناير – بات كوين حاكم إلينوي [الإنجليزية]‏.
- 3 فبراير – إريك هولدر نائب عام الولايات المتحدة.
- 13 فبراير – ليون بانيتا مدير وكالة المخابرات المركزية (2005 - الان).
- 18 مارس – رون كيرك مكتب الممثل التجاري للولايات المتحدة.
- 26 مارس – غاري لوك وزير التجارة الأمريكي.
- 20 أبريل – دافيد بلومنثال المنسق الوطني لتكنولوجيا المعلومات الصحية ‏.
- 28 أبريل – كاثلين سيبيليوس وزير الصحة والخدمات الإنسانية الأمريكي.
- 28 أبريل – مارك فنسنت باركنسون حاكم كانساس [الإنجليزية]‏.
- 11 مايو – ديف بينغ عمدة ديترويت.
- 19 مايو – راي مابوس الأمين العام،الأمين العام.
- 1 يونيو – جوليان كاسترو عمدة سان أنطونيو.
- 7 يوليو – آل فرانكن عضو مجلس الشيوخ الأمريكي.
- 26 يوليو – شون بارنيل حاكم ألاسكا [الإنجليزية]‏.
- 11 أغسطس – غاري ريتشارد هيربرت حاكم يوتا  [لغات أخرى]‏.

### انتهاء فترة المنصب
- 1 يناير – دانيال ر روسيل مدير مكتب الشؤون اليابانية ‏.
- 1 يناير – راي لحود عضو مجلس النواب الأمريكي.
- 1 يناير – فرد سميث عضو مجلس ولاية كارولاينا الشمالية.
- 2 يناير – رام ايمانويل عضو مجلس النواب الأمريكي.
- 2 يناير – لويس فورتونيو المفوض المقيم لبورتوريكو.
- 3 يناير – إليزابيث دول عضو مجلس الشيوخ الأمريكي.
- 3 يناير – تشاك هيغل عضو مجلس الشيوخ الأمريكي.
- 3 يناير – جون إدوارد سنونو عضو مجلس الشيوخ الأمريكي.
- 3 يناير – جون وارنر عضو مجلس الشيوخ الأمريكي.
- 3 يناير – واين ألارد عضو مجلس الشيوخ الأمريكي.
- 3 يناير – واين جيلكرست عضو مجلس النواب الأمريكي.
- 12 يناير – مات بلانت حاكم ميسوري  [لغات أخرى]‏.
- 15 يناير – جو بايدن عضو مجلس الشيوخ الأمريكي.
- 20 يناير – إد شافر وزير الزراعة في الولايات المتحدة.
- 20 يناير – إيلين تشاو وزير العمل الأمريكي.
- 20 يناير – جورج دبليو بوش رئيس الولايات المتحدة.
- 20 يناير – دانا بيرينو السكرتير الصحفي للبيت الأبيض.
- 20 يناير – ديرك كيمبثورن وزير داخلية الولايات المتحدة.
- 20 يناير – روث آن مينر حاكم ولاية ديلاوير [الإنجليزية]‏.
- 20 يناير – كونداليزا رايز وزير الخارجية الأمريكي.
- 20 يناير – كين سالازار عضو مجلس الشيوخ الأمريكي.
- 20 يناير – لورا بوش السيدة الأولى للولايات المتحدة.
- 20 يناير – ماري بيترز وزير النقل الأمريكي.
- 20 يناير – مايكل أوكرلوند ليفيت وزير الصحة والخدمات الإنسانية الأمريكي.
- 20 يناير – مايكل موكاسي نائب عام الولايات المتحدة.
- 20 يناير – هنري بولسون وزير الخزانة الأمريكي.
- 21 يناير – جان بريور وزير خارجية أريزونا [الإنجليزية]‏.
- 21 يناير – جانيت نابوليتانو حاكم ولاية أريزونا  [لغات أخرى]‏.
- 21 يناير – هيلاري كلينتون عضو مجلس الشيوخ الأمريكي.
- 23 يناير – جون نيغروبونتي نائب وزير خارجية الولايات المتحدة [الإنجليزية]‏.
- 27 يناير – جون مايكل ماكونيل مدير الاستخبارات القومية.
- 3 فبراير – مارك فيليب نائب عام الولايات المتحدة.
- 12 فبراير – مايكل هايدن مدير وكالة المخابرات المركزية (2005 - الان).
- 24 فبراير – هيلدا سوليس عضو مجلس النواب الأمريكي.
- 28 أبريل – كاثلين سيبيليوس حاكم كانساس [الإنجليزية]‏.
- 26 يوليو – سارة بالين حاكم ألاسكا [الإنجليزية]‏.
- 11 أغسطس – جون هانتسمان جونيور حاكم يوتا  [لغات أخرى]‏.
- 25 أغسطس – إدوارد كينيدي عضو مجلس الشيوخ الأمريكي.
- 9 سبتمبر – ميل مارتينيز عضو مجلس الشيوخ الأمريكي.
- 19 ديسمبر – جينيفر بساكي السكرتير الصحفي للبيت الأبيض.

## رياضة
- 1 يناير – جائزة الولايات المتحدة الكبرى للدراجات النارية 2009
- 1 يناير – طواف كاليفورنيا 2009 الفائزون ليفي ليفيمير، مايكل روجرز، ديفيد زابريسكي.

## ظهور
- 1 يناير – أر فايف
- 1 يناير – بيغ تايم رش
- 1 يناير – ذا سيڤيل وارز
- 19 أكتوبر – كل سكرين

## أفلام
من الأفلام التي صدرت هذه السنة في الولايات المتحدة:
- 1 يناير – 12 جولة من إخراج ريني هارلن.
- 1 يناير – 17 مرة أخرى من إخراج بور ستيرس.
- 1 يناير – 7 أرطال من إخراج غابرييل موتشينو.
- 1 يناير – أحبك بيث كوبر من إخراج كريس كولومبوس.
- 1 يناير – أحبك يا رجل من إخراج جون هامبورغ.
- 1 يناير – أحلام الزبالين
- 1 يناير – أشباح صديقات الماضي من إخراج مارك ووترز.
- 1 يناير – أشخاص ظرفاء من إخراج جاد أباتاو.
- 1 يناير – أطفال الحروب
- 1 يناير – أعداء الشعب من إخراج مايكل مان.
- 1 يناير – أم وطفل من إخراج رودريغو غارسيا.
- 1 يناير – أمريكا من إخراج شيرين دعيبس.
- 1 يناير – أميليا من إخراج ميرا ناير.
- 1 يناير – أوغاد مجهولون من إخراج كوينتن تارانتينو، إيلي روث.
- 1 يناير – اختراع الكذب من إخراج ريكي جيرفيه، ماثيو روبنسون (مخرج).
- 1 يناير – اسحبني إلى الجحيم من إخراج سام رايمي.
- 1 يناير – الأرض من إخراج Mark Linfield [الإنجليزية]‏، ألاستيير فوثرغل.
- 1 يناير – الجميع بخير من إخراج كيرك جونز.
- 1 يناير – الحقد 3 من إخراج توبي ويلكينز.
- 1 يناير – الحياة في زمن الحرب من إخراج تود سولوندز.
- 1 يناير – الخداع من إخراج توني جيلروي.
- 1 يناير – الدوقة من إخراج Saul Dibb [الإنجليزية]‏.
- 1 يناير – الدولي من إخراج توم تيكوير.
- 1 يناير – الرجال الذين يحدقون في الماعز من إخراج جرانت هيسلوف.
- 1 يناير – الرحلة إلى مكة
- 1 يناير – الشباب في الثورة من إخراج ميغيل أرتيتا.
- 1 يناير – الصبي في البيجامة المخططة من إخراج مارك هيرمان، ديفيد هيمان.
- 1 يناير – الطريق إلى الفلوجة
- 1 يناير – العزة والمجد من إخراج غافين أوكونور.
- 1 يناير – العظام المحبوبة من إخراج بيتر جاكسون.
- 1 يناير – العودة للوطن من إخراج مورغان ج. فريمان.
- 1 يناير – الفطيرة الأمريكية: كتاب الحب من إخراج جون بوتش.
- 1 يناير – القارئ من إخراج ستيفن دالدري.
- 1 يناير – القتل المبرر من إخراج جون أفنيت.
- 1 يناير – القضية 39 من إخراج Christian Alvart [الإنجليزية]‏.
- 1 يناير – المبعوث من إخراج أورين موفرمان.
- 1 يناير – المعرفة من إخراج أليكس بروياس.
- 1 يناير – النمر الوردي 2 من إخراج Harald Zwart [الإنجليزية]‏.
- 1 يناير – الوجهة النهائية 4 من إخراج دايفيد إليس.
- 1 يناير – إخوة من إخراج جيم شيريدان.
- 1 يناير – بوش من إخراج Paul McGuigan (director) [الإنجليزية]‏.
- 1 يناير – تسعة من إخراج روب مارشال.
- 1 يناير – تشي من إخراج ستيفن سودربرغ.
- 1 يناير – تيكن من إخراج بيير موريل.
- 1 يناير – تينور
- 1 يناير – جولي وجوليا من إخراج نورا أفرون.
- 1 يناير – حروب العرائس من إخراج غاري وينيك.
- 1 يناير – حيث تكون الأشياء البرية من إخراج سبايك جونز.
- 1 يناير – خطيئة صامتة
- 1 يناير – ذا بوكس من إخراج ريتشارد كيلي (كاتب).
- 1 يناير – ذا كوليكتور من إخراج ماركوس دونستان.
- 1 يناير – ذي روكر من إخراج بيتر كاتانيو.
- 1 يناير – رجل وحيد من إخراج توم فورد.
- 1 يناير – رجل ورق من إخراج كيرن مولروني.
- 1 يناير – ريتشل تتزوج من إخراج جوناثان ديم.
- 1 يناير – ريليجولوس من إخراج لاري تشارلز.
- 1 يناير – سو 5 من إخراج David Hackl [الإنجليزية]‏.
- 1 يناير – سو VI من إخراج كيفن غروتيرت.
- 1 يناير – سوبرمان/باتمان: أعداء الجميع من إخراج Sam Liu [الإنجليزية]‏.
- 1 يناير – عائلة جونز من إخراج Derrick Borte [الإنجليزية]‏.
- 1 يناير – فالكيري من إخراج براين سينجر.
- 1 يناير – فايرد أب من إخراج ويل جلوك.
- 1 يناير – قاتل النينجا من إخراج James McTeigue [الإنجليزية]‏.
- 1 يناير – قلب مجنون من إخراج سكوت كوبر.
- 1 يناير – كارتل من إخراج Bob Bowdon [الإنجليزية]‏.
- 1 يناير – ماديا ذهبت إلى السجن من إخراج تايلر بيري.
- 1 يناير – مارلي وأنا من إخراج ديفيد فرانكل.
- 1 يناير – ماي لايف إن روينز من إخراج دونالد بيتري (ممثل).
- 1 يناير – مايكل جاكسون هذه هي من إخراج كيني أورتيغا، مايكل جاكسون.
- 1 يناير – معزوفة ضوء القمر
- 1 يناير – ملائكة وشياطين من إخراج رون هاوارد.
- 1 يناير – ميلك من إخراج جوس فان سانت.
- 1 يناير – ناقل 3 من إخراج Olivier Megaton [الإنجليزية]‏.
- 1 يناير – نخبة بروكلين من إخراج أنطوان فوكوا.
- 1 يناير – نيويورك، أنا أحبك من إخراج ايفان اتال، فاتح اكين، ميرا ناير، بريت راتنر، شيكار كابور، ألبرت هيوز [الإنجليزية]‏، جيانغ ون، جوش مارستون، ناتالي بورتمان، ألين هيوز [الإنجليزية]‏، شونجي إيواي.
- 1 يناير – هل سمعت عن مورغنس؟ من إخراج مارك لورانس (مخرج).
- 1 يناير – هو ليس معجبا بك فحسب من إخراج كين كوابيس.
- 1 يناير – وندر وومان من إخراج لورين مونتجومري.
- 1 يناير – يوم الجمعة الثالث عشر من إخراج ماركوس نيسبل [الإنجليزية]‏.
- 6 يناير – بول بلارت: شرطي المجمع التجاري من إخراج ستيف كار.
- 16 يناير – ثمينة من إخراج لي دانييلز.
- 16 يناير – نوتوريوس من إخراج جورج تيلمان الابن.
- 17 يناير – 500 يوم في الصيف من إخراج مارك ويب.
- 18 يناير – أنا أحبك فيليب موريس من إخراج جون ريكوا [الإنجليزية]‏، جلين فيكارا.
- 18 يناير – التعليم من إخراج Lone Scherfig [الإنجليزية]‏.
- 19 يناير – أدفنتورلاند من إخراج جريج موتولا.
- 5 فبراير – فندق للكلاب من إخراج Thor Freudenthal [الإنجليزية]‏.
- 23 فبراير – المراقبون من إخراج زاك سنايدر.
- 6 مارس – فيكتوريا الصغيرة من إخراج جين-مارك فالي.
- 12 مارس – السرعة والغضب من إخراج نيل إتش. موريتز، فين ديزل، جستن لين.
- 13 مارس – سباق إلى جبل ساحرة من إخراج Andy Fickman [الإنجليزية]‏.
- 26 مارس – ما الذي حدث للتو؟ من إخراج باري ليفنسون.
- 4 أبريل – المملكة المحرمة من إخراج روب مينكوف.
- 10 أبريل – هانا مونتانا من إخراج بيتر تشيلسوم.
- 23 أبريل – مهووسة من إخراج Steve Shill [الإنجليزية]‏.
- 25 أبريل – الخليج من إخراج Louie Psihoyos [الإنجليزية]‏.
- 29 أبريل – رجال-إكس الأصول: وولفرين من إخراج جافن هود.
- 7 مايو – ستار تريك من إخراج جاي جاي أبرامز.
- 14 مايو – ليلة في المتحف 2 من إخراج شون ليفي.
- 20 مايو – استبدال من إخراج كلينت إيستوود.
- 21 مايو – تيرميناتور: الخلاص من إخراج ماك جي.
- 30 مايو – صداع الكحول من إخراج تود فيليبس.
- 8 يونيو – هاتشي: حكاية كلب من إخراج لاسي هالستروم.
- 18 يونيو – عرض الزواج من إخراج آن فليتشر.
- 19 يونيو – المتحولون: ثأر الهاوي من إخراج مايكل بي.
- 26 يونيو – ماي سيستر كيبر من إخراج نيك كاسافيتس.
- 6 يوليو – هاري بوتر والأمير الهجين من إخراج دايفيد ييتس.
- 10 يوليو – رحلة إلى مركز الأرض من إخراج Eric Brevig [الإنجليزية]‏.
- 16 يوليو – الحقيقة البشعة من إخراج Robert Luketic [الإنجليزية]‏.
- 24 يوليو – اليتيمة من إخراج جومي كوليت سيرا.
- 24 يوليو – جي-فورس من إخراج Hoyt Yeatman [الإنجليزية]‏.
- 31 يوليو – غرباء في السندرة من إخراج John Schultz (director) [الإنجليزية]‏.
- 6 أغسطس – جي. آي. جو: ظهور الكوبرا من إخراج ستيفن سومرز.
- 13 أغسطس – المقاطعة 9 من إخراج نيل بلومكامب.
- 30 أغسطس – مليونير متشرد من إخراج لافلين تاندن [الإنجليزية]‏، داني بويل.
- 3 سبتمبر – الطريق من إخراج John Hillcoat [الإنجليزية]‏.
- 4 سبتمبر – الملازم السيئ ميناء الدعوة - نيو أورليانز من إخراج فرنر هرتزوغ.
- 5 سبتمبر – الحياة السرية للنحل من إخراج جينا برنس-بيثوود.
- 5 سبتمبر – المصارع من إخراج دارين أرنوفسكي.
- 5 سبتمبر – فوق في الجو من إخراج جيسون رايتمان.
- 6 سبتمبر – الرأسمالية: قصة حب من إخراج مايكل مور.
- 7 سبتمبر – الزائر من إخراج توماس مكارثي.
- 10 سبتمبر – جسم جينيفر من إخراج كارين كوساما.
- 11 سبتمبر – مقتحمو النهار من إخراج The Spierig Brothers [الإنجليزية]‏.
- 12 سبتمبر – رجل جاد من إخراج إيثان كوين، جويل كوين.
- 23 سبتمبر – مواطن ملتزم بالقانون من إخراج إف غاري غراي.
- 25 سبتمبر – زومبي لاند من إخراج روبن فليشر.
- 1 أكتوبر – بدائل من إخراج Jonathan Mostow [الإنجليزية]‏.
- 3 أكتوبر – بيفرلي هيلز تشيواوا من إخراج راجا غوسنيل.
- 5 أكتوبر – الولد الخارق من إخراج ديفيد باورز.
- 8 أكتوبر – خلوة أزواج من إخراج بيتر بيلينغسلي.
- 14 أكتوبر – نشاط خارق من إخراج Oren Peli [الإنجليزية]‏.
- 15 أكتوبر – فروست ونيكسون من إخراج رون هاوارد.
- 16 أكتوبر – زوج الأم من إخراج نيلسون ماكورميك.
- 12 نوفمبر – 2012 من إخراج رولان إيميريش.
- 16 نوفمبر – ملحمة الشفق: قمر جديد من إخراج كريس ويتز.
- 17 نوفمبر – البعد الآخر من إخراج جون لي هانكوك.
- 17 نوفمبر – الشفق من إخراج كاثرين هاردويك.
- 3 ديسمبر – الذي لا يقهر من إخراج كلينت إيستوود.
- 9 ديسمبر – رجل نعم من إخراج بيتن ريد.
- 10 ديسمبر – الحالة المحيرة لبنجامين بتن من إخراج ديفيد فينشر.
- 12 ديسمبر – غران تورينو من إخراج كلينت إيستوود.
- 15 ديسمبر – الطريق الثوري من إخراج سام ميندز.
- 17 ديسمبر – أفاتار من إخراج جيمس كاميرون.
- 24 ديسمبر – شرلوك هولمز من إخراج غاي ريتشي.
- 31 ديسمبر – المدافع من إخراج إدورد زويك.

## برامج ومسلسلات وأنمي
- ذا كليفلاند شو
- فيوتشوراما
- كينغ أوف ذا هيل
- مغامرات فلاب جاك
- باتمان الجرأة والشجاعة
- فارس وفادي
- عائلة ساترديز

## موسيقى

### ألبومات
من الألبومات التي صدرت هذه السنة في الولايات المتحدة:
- 15 مايو – ريلابس من غناء إمينيم.
- 18 نوفمبر – وحش الشهرة من غناء ليدي غاغا.
- 23 نوفمبر – فور يور إنترتاتمينت من غناء آدم لامبرت.

## كتب
من الكتب التي صدرت هذه السنة في الولايات المتحدة:
- 1 يناير – الجزيرة تحت البحر من تأليف إيزابيل الليندي.
- 1 يناير – إذا بقيت من تأليف غايل فورمان.
- 1 يناير – مقدمة في الخوارزميات من تأليف كليفورد شتاين، Thomas H. Cormen [الإنجليزية]‏، رونالد ريفست، Charles E. Leiserson [الإنجليزية]‏.
- 1 يونيو – هموم القلب من تأليف دانيال ستيل.
- 14 يوليو – بليونيرات بالصدفة من تأليف Ben Mezrich [الإنجليزية]‏.
- 1 سبتمبر – ألسنة اللهب من تأليف سوزان كولنز.
- 15 سبتمبر – الرمز المفقود من تأليف دان براون.
- 1 أكتوبر – أضواء جنوبية من تأليف دانيال ستيل.
- 11 ديسمبر – الذكاء الصناعي: مقاربة حديثة من تأليف بيتير نورفينغ.

## وفيات

### يناير
- 1 يناير – جون باول (مواليد 1925)
- 2 يناير – ستيفن جيلبورن (مواليد 1936)
- 3 يناير – بات هنغل (مواليد 1924)
- 5 يناير – جريفين بيل (مواليد 1918) قاضي أمريكي.
- 8 يناير – دون غالواي (مواليد 1937) ممثل أمريكي.
- 9 يناير – جيمز هاردر (مواليد 1931) ممثل أمريكي.
- 10 يناير – سيدني وود (مواليد 1911) لاعب كرة مضرب من الولايات المتحدة.
- 16 يناير – أندرو وايث (مواليد 1917)
- 17 يناير – غاري هيل (مواليد 1941) لاعب كرة سلة أمريكي.
- 19 يناير – خوسيه توريس (مواليد 1936)
- 27 يناير – جون أبدايك (مواليد 1932)
- 28 يناير – غلين ديفيس (مواليد 1934)

### فبراير
- 6 فبراير – جيمس ويتمور (مواليد 1921)
- 6 فبراير – فيليب كاري (مواليد 1925)
- 12 فبراير – آليسون دي فورج (مواليد 1942)
- 26 فبراير – جوني كير (مواليد 1932)
- 26 فبراير – نورم فان لير (مواليد 1947) لاعب كرة سلة أمريكي.
- 27 فبراير – جون ألفين (مواليد 1917)
- 27 فبراير – جون رنش (مواليد 1911) رياضياتي من الولايات المتحدة الأمريكية.

### مارس
- 3 مارس – سيدني تشابلن (مواليد 1926)
- 4 مارس – هورتون فوت (مواليد 1916)
- 6 مارس – كينيدي ماكينتوش (مواليد 1949) لاعب كرة سلة أمريكي.
- 11 مارس – غريدي لويس (مواليد 1917) لاعب كرة سلة أمريكي.
- 22 مارس – هوارد كوميفيس (مواليد 1941) لاعب كرة سلة أمريكي.
- 25 مارس – جون هوب فرانكلين (مواليد 1915) مؤرخ أمريكي.
- 28 مارس – جانيت جاجان (مواليد 1920)

### أبريل
- 4 أبريل – مارفين وبستر (مواليد 1952) لاعب كرة سلة أمريكي.
- 12 أبريل – مارلين تشامبرز (مواليد 1952)
- 27 أبريل – جريج بيج (مواليد 1958) ملاكم من الولايات المتحدة الأمريكية.
- 27 أبريل – غلين جوندريزيك (مواليد 1955) لاعب كرة سلة أمريكي.
- 27 أبريل – فرانكي مانينغ (مواليد 1914)
- 30 أبريل – مكوي مكليموري (مواليد 1942) لاعب كرة سلة أمريكي.

### مايو
- 2 مايو – جاك كمب (مواليد 1935) سياسي أمريكي.
- 4 مايو – دوم ديلويز (مواليد 1933)
- 9 مايو – تشاك دالي (مواليد 1930)
- 13 مايو – فرانك أليتر (مواليد 1926)
- 15 مايو – وايمان تيسدال (مواليد 1964)
- 17 مايو – ديفيد هربرت دونالد (مواليد 1920)
- 18 مايو – كلود جونسون (مواليد 1938) ممثل أمريكي.
- 18 مايو – واين ألوين (مواليد 1947)
- 19 مايو – روبرت فورشغوت (مواليد 1916)
- 19 مايو – هربرت يورك (مواليد 1921) فيزيائي أمريكي.

### يونيو
- 1 يونيو – كين كلارك (مواليد 1927) ممثل أمريكي.
- 3 يونيو – ديفيد كارادين (مواليد 1936)
- 4 يونيو – راندي سميث (مواليد 1948) لاعب كرة سلة أمريكي.
- 4 يونيو – وارد كوستيلو (مواليد 1919)
- 10 يونيو – جون أيه إيدي (مواليد 1931) عالم فلك أمريكي.
- 11 يونيو – سيدني وليام بيجو (مواليد 1908) عالم نفس أمريكي.
- 14 يونيو – جاكي رون (مواليد 1919) مستكشفة أمريكية.
- 23 يونيو – إد ماكماهون (مواليد 1923)
- 25 يونيو – جورج إرنست (مواليد 1921) ممثل من الولايات المتحدة الأمريكية.
- 25 يونيو – فرح فاوست (مواليد 1947) ممثلة أمريكية.
- 25 يونيو – مايكل جاكسون (مواليد 1958) موسيقي ومغني وراقص وشاعر ومنتج أغاني ورجل أعمال وناشط إنساني أمريكي.
- 28 يونيو – بيلي مايس (مواليد 1958)

### يوليو
- 1 يوليو – كارل مالدن (مواليد 1912) ممثل أمريكي.
- 6 يوليو – روبرت ماكنامارا (مواليد 1916) سياسي أمريكي.
- 17 يوليو – والتر كرونكايت (مواليد 1916)
- 19 يوليو – فرانك ماكورت (مواليد 1930)
- 23 يوليو – كونيرز هيرنج (مواليد 1914) فيزيائي أمريكي.
- 25 يوليو – فيرنون فورست (مواليد 1971) ملاكم من الولايات المتحدة الأمريكية.
- 27 يوليو – ديك هولوب (مواليد 1921)

### أغسطس
- 1 أغسطس – جيروم أندرسون (مواليد 1953)
- 1 أغسطس – رينيه دوبوي (مواليد 1920) ممثل فرنسي.
- 1 أغسطس – لوليتا ليبرون (مواليد 1919) سياسية من الولايات المتحدة الأمريكية.
- 6 أغسطس – جون هيوز (مواليد 1950)
- 11 أغسطس – كيربي مينتر (مواليد 1929) لاعب كرة سلة أمريكي.
- 11 أغسطس – يونيس كينيدي شرايفر (مواليد 1921) منافِسة أوليمبية من الولايات المتحدة الأمريكية.
- 13 أغسطس – لافيل فيلتون (مواليد 1979) لاعب كرة سلة أمريكي.
- 13 أغسطس – لس بول (مواليد 1915)
- 13 أغسطس – لوريل فان دير وال (مواليد 1924)
- 15 أغسطس – فرجينيا ديفيس (مواليد 1918)
- 17 أغسطس – بول هوغ (مواليد 1940) لاعب كرة سلة أمريكي.
- 18 أغسطس – روبرت نوفاك (مواليد 1931)
- 25 أغسطس – إدوارد كينيدي (مواليد 1932) سيناتور أمريكي.
- 27 أكتوبر – أغسطس كوبولا (مواليد 1934)
- 30 أغسطس – نيك كليمنتس (مواليد 1940) لغوي من الولايات المتحدة الأمريكية.
- 31 أغسطس – بيت دارسي (مواليد 1930) لاعب كرة سلة من الولايات المتحدة الأمريكية.

### سبتمبر
- 7 سبتمبر – جونيور كوجلان (مواليد 1916)
- 12 سبتمبر – جاك كرامر (مواليد 1921) لاعب كرة مضرب أمريكي.
- 12 سبتمبر – نورمان بورلاوج (مواليد 1914)
- 13 سبتمبر – بول بورك (مواليد 1926)
- 13 سبتمبر – وليام ألستون (مواليد 1921)
- 14 سبتمبر – باتريك سويزي (مواليد 1952)
- 14 سبتمبر – جودي باول (مواليد 1943) ناطق رسمي من الولايات المتحدة الأمريكية.
- 14 سبتمبر – هنري جيبسون (مواليد 1935) ممثل أمريكي.
- 17 سبتمبر – ديك دوروك (مواليد 1937) ممثل أمريكي.
- 18 سبتمبر – إرفنج كرستول (مواليد 1920)
- 21 سبتمبر – روبرت جينتي (مواليد 1948) ممثل ومخرج أمريكي.
- 24 سبتمبر – سوزان اتكينز (مواليد 1948) مجرمة من الولايات المتحدة الأمريكية.
- 27 سبتمبر – وليام سافير (مواليد 1929) صحفي أمريكي.
- 29 سبتمبر – هنري لويس بيلمن (مواليد 1921) سياسي أمريكي.

### أكتوبر
- 3 أكتوبر – إرني لوبيز (مواليد 1945) ملاكم من الولايات المتحدة الأمريكية.
- 8 أكتوبر – بيل بولجر (مواليد 1931) لاعب كرة سلة من الولايات المتحدة الأمريكية.
- 12 أكتوبر – ميلدريد كوهن (مواليد 1913) عالمة أمريكية.
- 13 أكتوبر – أل مارتينو (مواليد 1927)
- 19 أكتوبر – أنجيلو موسي (مواليد 1918) لاعب كرة سلة أمريكي.
- 19 أكتوبر – جو هوتون (مواليد 1928)
- 24 أكتوبر – رون سوبيشيك (مواليد 1934) لاعب كرة سلة أمريكي.
- 27 أكتوبر – أغسطس كوبولا (مواليد 1934)
- 27 أكتوبر – جون ديفيد كارسون (مواليد 1952) ممثل أمريكي.

### نوفمبر
- 1 نوفمبر – ألان أوغ (مواليد 1967) لاعب كرة سلة أمريكي.
- 2 نوفمبر – فيل لومبكين (مواليد 1951)
- 3 نوفمبر – كارل بالانتاين (مواليد 1917)
- 9 نوفمبر – آل سيرفي (مواليد 1917)
- 10 نوفمبر – جون ألين محمد (مواليد 1960)
- 15 نوفمبر – دينيس كول (مواليد 1940)
- 15 نوفمبر – كين أوبر (مواليد 1957)
- 18 نوفمبر – ريد روبنز (مواليد 1944) لاعب كرة سلة أمريكي.
- 19 نوفمبر – راندي سنو (مواليد 1959)

### ديسمبر
- 4 ديسمبر – إدوارد فاتو (مواليد 1973) مصارع محترف من الولايات المتحدة الأمريكية.
- 5 ديسمبر – مالكولم بيري (مواليد 1929) جراح من الولايات المتحدة الأمريكية.
- 7 ديسمبر – راي سولومونوف (مواليد 1926)
- 7 ديسمبر – فرانك إم كوفين (مواليد 1919) سياسي أمريكي.
- 9 ديسمبر – جين باري (مواليد 1919)
- 12 ديسمبر – فال افيري (مواليد 1924) ممثل أمريكي.
- 13 ديسمبر – بول سامويلسون (مواليد 1915) عالم اقتصاد أمريكي.
- 17 ديسمبر – جنيفر جونز (مواليد 1919) ممثلة أمريكية.
- 19 ديسمبر – كيم بيك (مواليد 1951)
- 20 ديسمبر – بريتاني ميرفي (مواليد 1977) ممثلة أمريكية.
- 21 ديسمبر – إدوين كريبس (مواليد 1918)
- 22 ديسمبر – مايكل كوري (مواليد 1928) ممثل أمريكي.